# De bello Gallico
Los Comentarios sobre la guerra de las Galias (en latín, Commentarii de bello Gallico o, abreviadamente, De bello Gallico) es una obra de Julio César redactada en tercera persona. En ella César describe las batallas e intrigas que tuvieron lugar en los ocho años (del 58 a. C. al 50 a. C.) que pasó luchando contra ejércitos locales que se oponían a la dominación romana en la Galia.

## Título
El título en latín, literalmente Comentarios a la guerra de las Galias, a menudo se conserva en las traducciones del libro, y el título también se traduce como Sobre la guerra de las Galias, De la guerra de las Galias, La conquista de las Galias y La guerra de las Galias.

## Contenido
Los libros

La Galia en tiempos de Julio César (58 a. C.).

El libro primero recoge las campañas del año 58 contra los helvecios y los germanos. El propósito central de César era la justificación para ambos conflictos, que no era otra que la defensa de la Narbonense y de otros aliados. Aparentemente, César no tenía previsto el conflicto contra los helvecios, pero supo aprovechar la oportunidad. Afirmaba que no se podía tolerar que estos se establecieran en un territorio tan próximo a la Narbonense, el de los sántonos, por más que habitasen a más de doscientos kilómetros de la provincia, pues para la mentalidad romana aquel era un motivo más que suficiente. Dos rápidas acciones le bastaron para destrozar su ejército y obligarles a rendirse. César los devolvió a su territorio original para que siguieran actuando como dique de contención frente a la presión germana.
Una llamada de auxilio del heduo Diviciaco, amigo fiel de Roma, permitió enlazar una campaña con otra. Las luchas por la supremacía en la Galia habían aupado al mayor escalafón al germano Ariovisto, que rápidamente había sometido a aliados (arvernos y sécuanos) y a enemigos (heduos), y ahora amenazaba con desestabilizar toda la Galia. Seguramente existió entonces un exceso de dramatismo, pero lo cierto es que César reconoció como grave el problema de Ariovisto, a quien un año antes no había tenido problema de nombrar con el título de amigo y aliado del Pueblo Romano. Sea como fuere, César respondió presto a la llamada de Diviciaco y, en una batalla memorable, obligó a los germanos a cruzar de nuevo el Rin.
Antes de la batalla final, César hubo de hacer frente a una grave crisis: su ejército se encontraba atenazado por el miedo que provocaban aquellos bárbaros. Sus habilidades oratorias le sirvieron para salir airoso del paso. No obstante, en el relato, cargó contundentemente contra los jóvenes aristócratas que formaban su séquito y, en contraposición, alabó a oficiales y soldados, perfilando la imagen de ejército que quería.
El libro segundo está consagrado a la campaña contra los belgas (57 a. C.). En cierto modo, forma una unidad con el tercero, toda vez que ambos relatan la generalización de la guerra hasta la pacificación aparente. No obstante, hay diferencias sustanciales: este libro se encuentra centrado por completo en la figura de César, en tanto que en el tercero el general comparte el protagonismo con sus lugartenientes, debido a la multiplicación de los frentes.
Al disponer que sus tropas invernasen en mitad de la Galia, el procónsul estaba dando a entender que había llegado para quedarse. La formación de una coalición belga contra él se hizo inevitable, y una vez más César precipitó los acontecimientos: penetró en territorio belga e hizo que cundiera el pánico. Sólo hubo de vencer la resistencia tenaz de los nervios, a los que diezmó, y de los atuátucos, que pagaron muy caro su intento de engañarle. Entretanto, el hijo menor de Craso se encargaba de la costa oeste. Concluida la campaña contra los belovacos, César envió a Roma un despacho triunfalista y exagerado: la Galia estaba pacificada. Esto le valió una supplicatio de quince días, un honor nunca concedido hasta entonces. Sabía que la información podría ser precipitada, pero se aseguraba su continuación en el campo de batalla galo, pues cada nuevo estallido de violencia sería considerado como un acto de rebelión contra Roma que debería ser castigado.
La situación en Roma no era menos importante. En el curso de este año se había producido un acercamiento de Pompeyo y sus adversarios políticos, que habían recrudecido sus ataques contra la legislación cesariana. César maniobró con presteza, entrevistándose primero con Craso en Rávena e, inmediatamente después, concertando una reunión con ambos y Pompeyo en Luca. De resultas de esta, se reforzó la coalición: Pompeyo y Craso serían cónsules en el 55, tras lo cual el primero recibiría las dos provincias hispanas por cinco años y el segundo obtendría Siria, en tanto que a César se le renovaba su mandato en la Galia por otros cinco años (con la cláusula adicional de que no se podría plantear la asignación de sus provincias hasta el 1 de marzo del año 50).
El libro tercero desplaza el teatro de operaciones al oeste, donde se desarrollaban las luchas contra los vénetos y otros pueblos del noroeste, al tiempo que se consolidaba la Aquitania. Fue un año denso en acontecimientos, pero parece que César, obsesionado con brillar en solitario, escatimó méritos a sus legados debido a la excepcional brevedad del texto. Incluso se llega a producir en el lector la impresión de que era él, desde la lejanía, quien ganaba las batallas. Una vez pacificada la Galia, las miras estaban puestas en Britania. Con este fin, César dispuso que sus tropas invernasen en el oeste.
El libro cuarto se ocupa de la guerra contra los usípetes y los téncteros, y de dos breves incursiones: una al otro lado del Rin y la segunda al sur de Britania (55 a. C.). El conflicto con los dos pueblos transrenanos se debió a un efecto en cadena: cuando César expulsa de la Galia a los suevos de Arivisto, estos desplazaron a su vez a usípetes y téncteros, que hicieron el camino inverso, aprovechando la debilidad de los pueblos galos.
La alarma de César estaba justificada: los invasores disponían de un nutrido ejército, con una formidable caballería de asalto, y además podrían provocar la insurrección de toda la Galia. César sofocó primero los conatos de sublevación y después marchó contra los dos pueblos, a los que infligió una severísima derrota. Hubo tal masacre que Catón no dudó en aprovechar la ocasión para solicitar que César fuese entregado a los germanos por haber violado el derecho de gentes, impidiendo que estos pueblos solicitasen asilo en la Galia.
Sin dilación, César decidió cruzar el Rin. Quizá quiso emular a Pompeyo adentrándose en terra incognita, pero la expedición resultó poco gloriosa: dieciocho días merodeando por tierras de los sugambros, saqueando y destruyendo, pero sin entrar en combate con el grueso de las tropas germanas. Concluido esto, César dispuso una nueva expedición a Britania. Según él, de suelo britano llegaban refuerzos a los galos, así que utilizó su «derecho de persecución». Sin embargo, la expedición estaba mal preparada (pese a sus esfuerzos por disimularlo) y apenas hubo logros militares que reseñar; las riquezas que se esperaban encontrar en la isla no aparecieron. A pesar de la desilusión, César consiguió una nueva supplicatio: no en vano, era el primer romano en cruzar dos fronteras míticas, el Rin y el Canal de la Mancha.
El libro quinto presenta dos partes contrapuestas: los veintitrés capítulos iniciales están dedicados a la segunda expedición a Britania; los treinta y tres restantes se ocupan de las revueltas en el nordeste de la Galia. A decir verdad, el segundo grupo corresponde al invierno del 54–53, con lo que el libro V, correspondiente a los hechos del 54, hubiera debido acabar en el capítulo veinticuatro.
En Britania, el plan de César consistía en conquistar la parte más cercana a la Galia (Kent y, posiblemente, Cornualles). Sin embargo, la expedición se saldó con un nuevo fracaso. Las razones eran variadas: la campaña se había iniciado con mucho retraso, sobre su ejército se había abatido una serie de calamidades y, lo más importante, la estrategia de hostigamiento del jefe enemigo Casivelono acabó por dejarle en una situación comprometida. En los primeros días de septiembre, apenas tres semanas de su llegada, las tropas volvieron a embarcar.
Por si no fuera suficiente este fracaso, durante el invierno estalló una revuelta en torno a los campamentos que César había ubicado en el centro y nordeste de la Galia. El levantamiento obedecía a varios factores: las élites locales impuestas por César estaban pasándose al bando enemigo, muchos pueblos sentían amenazada su propia existencia con la agresiva política de César y, en último lugar aunque no menos importante, los druidas se habían decidido a intervenir, quizá en respuesta a la intromisión de César en suelo britano, centro del culto druídico. El plan estaba bien pensado y podía poner en graves aprietos a las legiones, aisladas unas de otras.
César no permite apreciar en su relato con claridad la secuencia cronológica, ya que se ha centrado en la suerte dispar de dos de sus legiones: una legión y media, acampada en territorio de los eburones, fue totalmente exterminada por estos, bajo el mando de Ambíorix; en cambio, la legión estacionada en territorio de los nervios, mandada por Quinto Cicerón, logró resistir hasta su llegada. Tras esto, el libro se cierra con la victoria de Labieno sobre los tréveros, un broche optimista para concluir un libro plagado de malas noticias. De hecho, tras declararla pacificada, César pasó el invierno en la Galia y se vio en la necesidad de reclutar dos nuevas legiones en el norte de Italia, además de pedir una a Pompeyo, lo que elevó la suma a un total de diez, en torno a cincuenta mil hombres.
El libro sexto recoge las intensas actividades del año 53: operaciones de sometimiento a diversas tribus galas, segunda expedición al otro lado del Rin, persecución de Ambíorix y exterminio de los eburones. Sin embargo, es uno de los más breves. Ello se debe a que César no estaba dispuesto a ofrecer como único logro de este año una larga y monótona lista de pueblos pacificados que nunca terminaban de someterse. En consecuencia, optó por una larga digresión que ocupa el cuarenta por ciento del libro: este tipo de descripciones etnográficas llamaban poderosamente la atención de los lectores de la época.
El segundo paso del Rin no tenía, en palabras de César, otro propósito que el de hacer una demostración de fuerza a los suevos y a los ubios, aunque algunos autores modernos sospechan que aquel había concebido grandes planes de conquista para Germania. Sea como fuere, al retirarse los suevos dio por concluida, acertadamente, la aventura germana. De vuelta a la Galia, concentró sus esfuerzos en la figura de Ambíorix, e intentando poner a su propio pueblo en contra desató una campaña de exterminio que prácticamente hizo desaparecer a los eburones de la Historia.
César «inventó» el Rin como frontera natural entre galos y germanos o, lo que era lo mismo a sus ojos, entre pueblos en vías de civilización y simples bárbaros. En realidad, a ambos lados del río se estaba desarrollando una cultura única, la de los celtas de La Tène. Se trataba de justificar la conquista de la Galia como algo necesario: allí había una cultura en formación que debía ser incorporada al mundo romano, salvándola de la agresión germana. Para una parte de la sociedad romana, los bárbaros no podían ser asimilados y, por tanto, se desaconsejaba su conquista.
Durante el invierno, en el norte de Italia, César se vio obligado a reconducir la situación en Roma: las muertes de Julia y Craso y el asesinato de Clodio habían resquebrajado su alianza con Pompeyo, ahora más cercano a sus oponentes políticos. Mientras en la Galia la rebelión parecía más que evidente, la ruptura con Pompeyo fue total.
El libro séptimo narra el enfrentamiento casi épico entre César y Vercingétorix (52 a. C.). La nueva y definitiva revuelta se inició en Cénabo, con la matanza de los comerciantes romanos afincados en la plaza. Al frente de la rebelión, posiblemente organizada por los druidas, se encontraba Vercingétorix, un líder con grandes dotes diplomáticas y militares. César tuvo que asegurar primero la defensa de la Narbonense, amenazada a lo largo de toda la frontera pero, al mismo tiempo, debía impedir que sus legiones fueran aniquiladas. Existía una buena estrategia por parte gala, pero fracasó y César se apresuró hacia Agedinco, dando un rodeo por el este que no esperaban sus enemigos. De esta manera, reunió en la plaza a dos legiones y esperó a las restantes. Todo ocurrió tan deprisa que Vercingétorix tuvo que recurrir a la estrategia de tierra quemada, pero aun así no evitó que César tomara la ciudad de Avárico, lo que le procuró una ingente cantidad de provisiones. El asedio de la plaza exasperó a sus soldados: tal es, al menos, la justificación esgrimida por César por la matanza de sus habitantes.
Ya a la ofensiva, el siguiente paso lo dio César en Gergovia y constituyó el primer gran fracaso en suelo galo, aunque su relato apenas lo deje traslucir: todas las culpas recaen en la indisciplina y presunción de sus soldados. Las consecuencias de la derrota fueron importantes: César emprendió el camino de vuelta a la Narbonense perseguido por la gran coalición gala y sus antiguos socios, los heduos. Vercingétorix cayó sobre el ejército pero sufrió una destacable derrota, propiciada principalmente por la caballería y la infantería ligera que César había hecho que se trajera desde el otro lado del Rin. Ahora eran los galos los que se veían obligados a huir. Vercingétorix se dirigió a Alesia, donde tendría lugar la batalla final.
Se ha pensado que Alesia era en realidad una trampa tendida a César que tenía como objetivo atraparle entre el ejército de Vercingétorix en la plaza y el proveniente del exterior. Si falló fue por la tardanza de este último. Por el contrario, algunos creen que fue todo al revés: César simuló su retirada a la Narbonense para después obligar a los galos a retroceder hasta Alesia, donde les atraparía en una ratonera. Y así fue: César rodeó la plaza con un doble sistema de fortificaciones que le permitió mantener el asedio y rechazar al tiempo cualquier agresión del exterior. Hasta tres ataques lanzaron los galos a ambos lados de la empalizada, pero los romanos, con sufridísimos apuros, salieron ilesos de todos. Las tropas de refuerzo galas se dispersaron y dejaron a su suerte a Vercingétorix. Este evitó una nueva masacre entregándose en persona a finales del 52.
El relato de César acaba bruscamente en este punto, sin ninguna conclusión final y tampoco insertando el contrapunto adecuado a la breve introducción del libro I. Hay, de hecho, un libro octavo, que se ocupa de las campañas del 51 contra los carnutes y los belóvacos. Su autor, Hircio, disponía como «jefe de la secretaría» de César de suficiente documentación para llevar a cabo la tarea, además de informes remitidos por César y de otros más. Se afirma en su comienzo que toda la Galia estaba sometida y en su final que César lo había conseguido combinando rigor y benevolencia, premios y castigos. Persistían, no obstante, algunos focos de resistencia. El más importante de ellos, Uxeloduno, sufrió un castigo terrible por retardar la pacificación total hasta el año 50, momento en que César podía verse desposeído de sus poderes.
Al cabo de aquellos ocho años de guerras, César había logrado, en palabras de Jehne: «su consagración como fenómeno excepcional». «Como tantas otras veces en su vida, también ahora se encaminaba hacia una decisión en la que se jugaba el todo por el todo: o se convertía en cónsul y, previsiblemente, en el hombre más poderoso del Imperio Romano, o sería ignominiosamente expulsado de la clase dirigente y tendría que esperar el fin de sus días en cualquier rincón del Imperio. La lucha entre César y sus adversarios estaba llegando al punto decisivo». La guerra civil estaba a punto de estallar.

## El relato
Los Comentarios a la guerra de las Galias no son una obra de carácter autobiográfico, ni tampoco unas memorias. César se presenta como el procónsul capaz de cumplir con su deber, respetuoso con el Senado y la legalidad republicana. Necesitaba demostrar que había actuado en todo momento conforme a la voluntad del Senado. Así, oculto tras la aparente objetividad de un memorándum militar, César forja su leyenda: su resistencia física, su capacidad para adaptarse a los rigores de la guerra, su camaradería, sus dotes conjugando a la perfección audacia y reflexión, sus habilidades diplomáticas, le permiten, en definitiva, conformar la imagen de un líder carismático e irresistible.
¿Ahora bien, quiere decir esto que la obra de César es poco menos que un folleto propagandístico, una sarta de falsedades? Algunos autores, así lo creen, pero el magistral estudio de Rambaud sobre los procedimientos de deformación histórica empleados por César ha puesto las cosas en su sitio: deformar la verdad no es mentir, sino presentar los hechos de una forma ventajosa. Es lo que hacen los abogados y lo que enseña la retórica: la narratio debe operar según el principio de lo verisimilis, presentando los hechos «tal y como han pasado o tal como han podido pasar». En Roma, la historia no era más que un opus oratorium maxime, en palabras de Cicerón.
César ha recurrido a una gran variedad de expedientes que Rambaud recoge: opera una cuidadosa selección de las cuestiones que va a tratar; silencia u omite elementos desfavorables; utiliza técnicas de exageración y de atenuación; recurre a las causas psicológicas y morales para justificar derrotas y fracasos; se muestra especialmente generoso en elogios hacia ciertos adversarios para poner de relieve sus propios éxitos; utiliza las digresiones para dar apariencia de objetividad, so capa de satisfacer la curiosidad de los lectores por lo exótico; manipula la concepción del tiempo y del espacio; deniega ciertas responsabilidades y se atribuye otras que no le corresponden… Otros procedimientos son más técnicos: el nombre «César» se repite constantemente, hasta el punto de hacer de él un deus ex machina; cuando las cosas salen mal, el uso recurrente del pronombre le permite evadir toda responsabilidad; las subordinadas, especialmente las concesivas, sirven, por el contrario, para poner de relieve su constancia y perseverancia; coloca los elementos en las oraciones de tal forma que el lector llegue convencido al final de la frase; las repeticiones hacen que pasen por evidentes afirmaciones no probadas (como la celeritas de César).
Para Martin: «De estas razones largamente explicadas en sus informes periódicos al Senado ha nacido la idea y la base del Bellum Gallicum, compendio justificativo de la acción de César en el momento en que éste pensaba volver finalmente a las actividades cívicas, a su carrera política».

## Redacción y publicación
Hay dos líneas de pensamiento contrapuestas en este punto. Por un lado, están los autores que sostienen que la obra ha sido redactada en varias fases, bien al final de cada campaña (Reinach, Étienne), bien en diferentes momentos durante la guerra (Radin, Carcopino). Por otro lado, los que piensan que César ha compuesto la totalidad de la obra de una vez (Mommsen, Jullian, Rambaud, Martin, Cizek). Argumentan los segundos que César pudo adelantar de manera notable este trabajo gracias a su rica documentación. Así, lo único que habría precisado una redacción de última hora serían las partes literarias.
En cuanto al momento de la redacción, si se acepta que esta es única, parece que la fecha más aceptable es el invierno del 52–51 a. C. Según Rambaud, César ha compuesto la obra en Bibracte, poco antes de bajar a la Cisalpina para preparar su regreso: «Hay que imaginarse a César en el largo, gris y frío invierno nórdico, en Bibracte, dictando los Comentarios a sus escribas, inclinados sobre la luz amarillenta de las lámparas de aceite, con voz firme y nerviosa, a medida que se le iban pasando los informes que previamente había hecho ajustar a un modelo, ordenados según su plan de conjunto».
La obra habría sido publicada en los primeros meses del año 51. En la guerra que se avecinaba, César sabía que era muy importante ganarse a la opinión pública, sobre todo a la que tiene influencia, peso político y cultura suficiente para leer y apreciar lo que lee: los senadores, los caballeros, los ciudadanos de las clases censitarias superiores… los que tienen voto, en suma, los boni viri de Cicerón.
Queda pendiente, por otro lado, la cuestión del libro octavo. Queda claro que César no tuvo tiempo material de elaborarlo y, aunque recientemente un investigador de la talla de Canfora ha negado enfáticamente que Hircio fuese su autor, la mayoría de los estudiosos se inclinan por atribuirle a él su composición. A instancias de su amigo Balbo, Hircio ha acometido la redacción de este libro, insertándolo a modo de eslabón entre el séptimo de los dedicados a la guerra de las Galias y el primero del Bellum Civili.

## El género
Es muy posible que César haya intentado conformar una serie única de commentarii, que llevaría por título general el de C. Iulii Caesaris commentarii rerum gestarum, con un subtítulo Bellum Gallicum para la obra que nos ocupa. La elección del término commentarii es reveladora: nos dice que nuestro autor no ha pretendido, en modo alguno, componer una obra de historiografía, por más que presente no pocos puntos de contacto con esta.
El commentarius, en términos literarios, es una recopilación de material en la que su autor pone de relieve los hechos y acciones más importantes de su vida a fin de ofrecer a eventuales y posteriores historiadores los elementos sobre los cuales se podrán apoyar para componer una obra propiamente histórica. Dicho de otro modo, el autor de commentarii se propone prevenir cualquier interpretación despectiva de su obra aleccionando a los historiadores futuros sobre «su» verdad.
Que César no pretende escribir una obra histórica lo prueban evidencias tales como la ausencia de un prefacio y de una conclusión, la renuncia a proporcionar información retrospectiva que permita contextualizar el relato, la desaparición del autor o la nula presencia de los ornamentos del discurso. Es posible que con el paso del tiempo, conforme avanzaba la redacción, César se haya vuelto más ambicioso, intentado embellecer su relato, en la medida de lo posible, con estos otros elementos que toma prestados de las obras de historia.

## Lengua y estilo
Los Comentarios a la guerra de las Galias fueron reconocidos como obra maestra ya en la Antigüedad. Su estilo es simple, elegante, como corresponde a un autor para el que escribir bien era algo natural. El resultado es un relato preciso, sobrio y claro. El estilo de César es más demostrativo que dramático. Está más interesado en instruir (docere) que en conmover o seducir a los lectores (movere). En general sus preferencias estilísticas se decantan por el aticismo más puro, caracterizado, según Quintiliano, por su concisión, sencillez y elegancia. En busca del purismo, se evitan los arcaísmos, los neologismos, las palabras con connotaciones poéticas, el lenguaje técnico y los términos inusuales. Se trata de utilizar la palabra justa (verbum proprium). No obstante, César emplea aliteraciones, repeticiones de ciertas palabras, anáforas, gradaciones, incluso una cierta variación léxica por medio de los sinónimos.
César usa abundantes participios, una innovación que le sirve para ganar en concisión a la hora de expresarse. También son frecuentes los ablativos absolutos que aportan claridad y precisión al relato. Por categorías, priman los verbos y los sustantivos: lo que importa es atenerse a lo esencial del mensaje. Los adjetivos, menos frecuentes, se emplean sobre todo para expresar ciertos matices particulares, como la reprobación y la admiración. En el nivel sintáctico, César alterna períodos largos para dar explicaciones o reflexionar y los períodos breves para acontecimientos precipitados y acciones rápidas.

## Críticas
Tras el segundo año de campaña, muchas de las tribus hostiles habían sido derrotadas y gran parte de la Galia estaba de una u otra forma bajo control romano. Llegado este momento, cualquier amenaza a la provincia, o a la propia Roma, era como mínimo bastante dudosa. El libro también pudo haber pretendido dar una respuesta a los oponentes políticos de César, quienes cuestionaban la necesidad real de esta guerra tan costosa, en aquella época una de las más caras de la historia romana. Muchas de las razones proporcionadas claramente abusaban de la credulidad de sus lectores. Por ejemplo, sus razones para invadir Britania se resumían en señalar que mientras luchaba en el noroeste de la Galia, mercenarios procedentes de la isla de Gran Bretaña solían ayudar a los ejércitos locales.

## Influencia

### Uso educativo
El libro recibe frecuentemente elogios por la claridad y pureza del latín. Tradicionalmente era el primer libro auténtico que los estudiantes de latín debían estudiar, así como la Anábasis de Jenofonte lo era para los estudiantes de griego. Ambos eran relatos autobiográficos de aventura militar relatada en tercera persona. El estilo es simple y elegante, esencial y no retórico, seco como una crónica pero con muchos detalles y emplea numerosos recursos estilísticos para promover los intereses políticos de César.
Los libros también son valiosos por los muchos hechos históricos y geográficos (Gallia est omnis divisa in partes tres...) que se detallan en la obra. Capítulos destacados son aquellos que describen los trajes de los galos (VI, 13), su religión (VI, 17), una comparación entre los galos y los pueblos germanos (VI, 24) y otras notas curiosas, como la falta de interés de los germanos por la agricultura (VI, 22).
Asimismo, por esta obra se considera a Julio César el inventor del libro encuadernado, formato que supuso un cambio radical, haciendo que leer fuera considerablemente más cómodo.

### Astérix
Puesto que Julio César es uno de los personajes en los álbumes de Astérix y Obélix, René Goscinny incluía chistes para los escolares franceses que tenían los Comentarios como libro de texto. Un ejemplo es que César habla de sí mismo en tercera persona en estos libros.

### Voreno y Pulón
En el Libro V, capítulo 44 de los Comentarios, se menciona a Lucio Voreno y Tito Pulón, dos centuriones romanos de la Legión XI. La serie de televisión de 2005 Roma ofrece un relato novelado del auge y caída de César, con Kevin McKidd como Lucio Voreno y Ray Stevenson como Tito Pulón, llamado en la serie Tito Pullo.

## Bibliografía

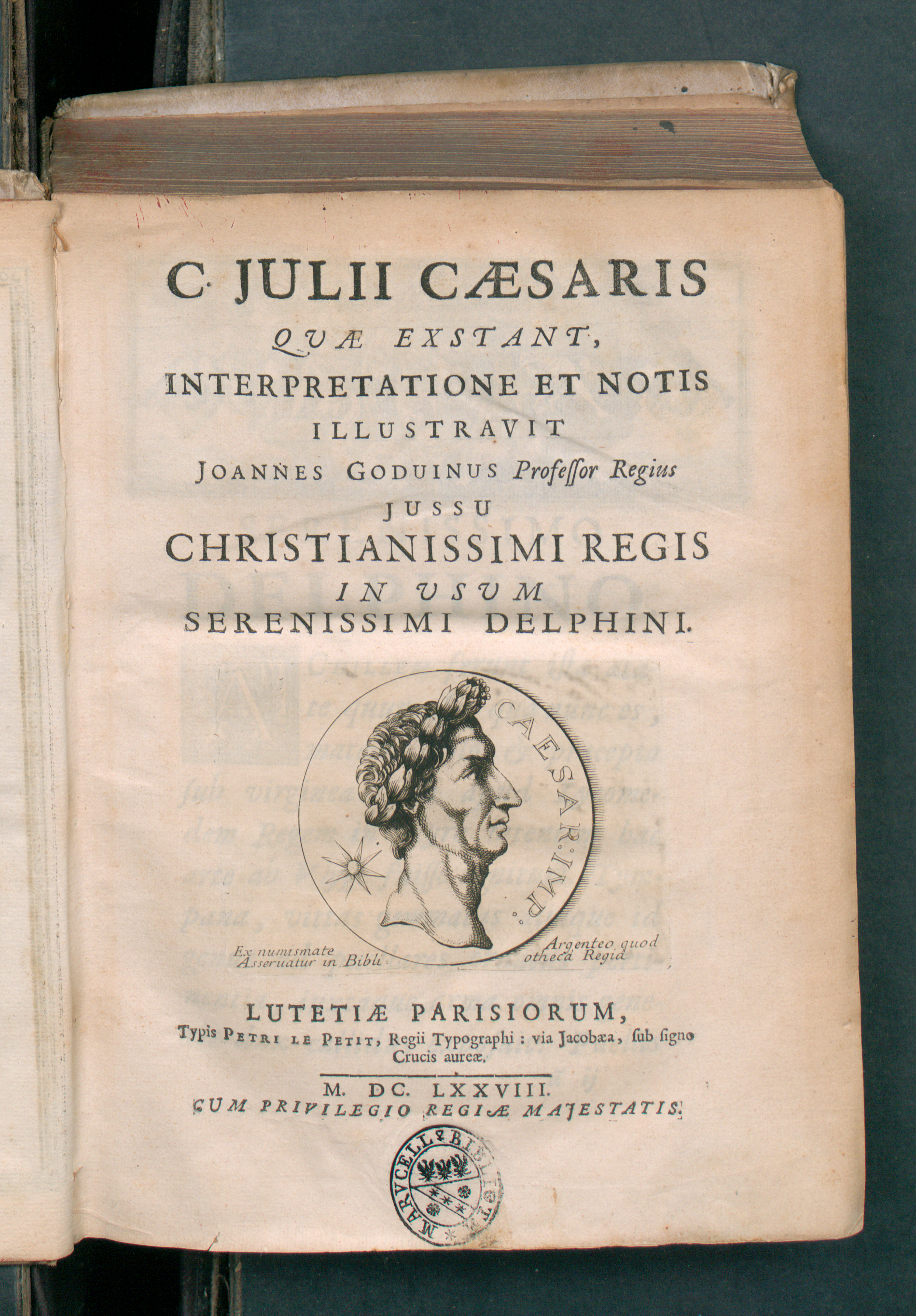
C. Iulii Caesaris quae extant, 1678